# Vita huset nästa?
Vita huset nästa? (engelska: The Powers That Be) är en amerikansk sitcom som sändes av det amerikanska tv-nätverket NBC mellan 1992 och 1993. Den har i Sverige visats på TV2 med start hösten 1992.

## Handling
Serien är en satir över det politiska etablissemanget i Washington, D.C. och handlar om den amerikanska senatorn William Powers, hans statushungriga och manipulativa hustru Margaret som behandlar deras hembiträde Charlotte med förakt och styr sin godtrogne make. 
Deras dotter Caitlyn som har ätstörningar och är gift med Theodore Van Horne, en politiker som är suicidal. Deras son Pierce, som är intelligent och mogen för sina unga år, tvingas ta hand om sina neurotiska och obalanserade föräldrar. 
Mitt i allt detta dyker Sophie Lipkin, senatorns utomäktenskapliga dotter upp och överraskar familjen med att flytta till Washington där hon kommer allt närmre sin far och blir en viktig del av hans liv och arbete. 
Senatorns personal inkluderar en intelligent och vacker jurist, Jordan Miller, som också är Powers älskarinna och den felfria medhjälparen Bradley Grist, vilka också har senatorn i sitt grepp.

## Rollista i urval
- John Forsythe - William Powers, demokratisk senator
- Holland Taylor - Margaret Powers, Williams hustru
- Eve Gordon - Jordan Miller, Bill Powers chefsjurist och älskarinna
- Peter MacNicol - Bradley Grist, Powers pressekreterare
- Valerie Mahaffey - Caitlyn Van Horne, Bill och Margarets dotter
- David Hyde Pierce - Theodore Van Horne, Caitlyns make
- Elizabeth Berridge - Charlotte, Bill och Margarets hembiträde
- Joseph Gordon-Levitt - Pierce Van Horne, Caitlyn och Theodores son
- Robin Bartlett - Sophie Lipkin, Bills utomäktenskapliga dotter
- Craig Bierko - Joe Bowman
- Cloris Leachman - Enid Powers